# Người Nhện (truyền hình nhiều tập 2017)
Người Nhện của Marvel, hay đơn giản là Người Nhện, là một phim hoạt hình nhiều tập Mỹ dựa trên truyện tranh Người Nhện xuất bản bởi hãng truyện tranh Marvel. Series phim này đã thay thế cho các series trước của Người Nhện Siêu Đẳng và công chiếu vào ngày 19 tháng 8 năm 2017 trên kênh Disney XD.

## Cốt Truyện
Một thiếu niên thông minh tên Peter Parker đã bị cắn bởi một chú nhện phóng xạ tại một chuyến đi thực địa của trường tới Oscorp và nhận được sức mạnh. Anh trở thành một anh hùng với tên Người Nhện sau cái chết của Chú Ben và anh phải thích nghi với lối sống mới.

## Dàn Diễn viên
- Robbie Daymond – Spider-Man / Peter Parker[2]
- Laura Bailey – Ghost-Spider / Gwen Stacy
- Steven Blum[3] – Bonesaw McGee
- Cameron Boyce – Shocker / Herman Schultz[4]
- John DiMaggio – Jackal / Raymond Warren
- Benjamin Diskin – Spencer Smythe
- Alastair Duncan – Vulture / Adrian Toomes
- Nadji Jeter – Miles Morales / Ultimate Spider-Man
- Josh Keaton – Norman Osborn
- Nancy Linari – Aunt May Parker
- Scott Menville – Doctor Octopus / Otto Octavius / Superior Spider-Man
- Melanie Minichino – Spider-Girl / Anya Corazon
- Max Mittelman – Harry Osborn / Hobgoblin
- Patton Oswalt – Uncle Ben Parker
- Joe Quesada – Joe Q.
- Kevin Shinick – Bruce Banner[5]
- Fred Tatasciore – Max Modell
- Benjamin Diskin - Flash Thompson
- Zeno Robinson - Randy Robertson
- Natalie Lander - Screwball / Liz Allan
- Felicia Day - Mary Jane Watson
- Bob Joles - J. Jonah Jameson
- Katrina Kemp - Anna Maria Marconi
- Scott Menville - Grady Scraps

Avengers
- Mick Wingert - Iron Man / Tony Stark
- Fred Tatasciore - Hulk / Bruce Banner
- Laura Bailey - Black Widow / Natasha Romanova
- Kathreen Khavari - Ms. Marvel / Kamala Khan
- Roger Craig Smith - Captain America / Steve Rogers
- Captain Marvel / Carol Danvers
- Thor
- Sofia Wylie - Ironheart / Riri Williams
- Ki Hong Lee - Totally Awesome Hulk / Amadeus Cho

Guardians of the Galaxy
- Will Friedle - Star-Lord / Peter Quill
- Kevin Michael Richardson - Groot

Thêm anh hùng
- Yuri Lowenthal - Noctural
- Aubrey Joseph - Cloak / Tyrone Johnson
- Olivia Holt - Dagger / Tandy Bowen
- Liam O'Brien - Doctor Strange / Stephen Strange
- Peter Giles - Moon Knight / Marc Spector

## Tổ Máy
- Philip Pignotti – Quản lý giám sát
- Kevin Shinick – Biên tập cốt truyện

## Sản xuất
Trong tháng 10 năm 2016, series phim đã được công bố bởi Cort Lane, phó giám đốc lâu năm của Hãng Hoạt hình Marvel, như một sự thay thế cho bộ phim tiền nhiệm, Người Nhện Siêu Đẳng, series đã kết thúc vào đầu tháng 1 năm 2017. Bộ phim được chiếu vào ngày 19 tháng 8 năm 2017 trên Disney XD.

## Tập Phim
Tổng quan phim
| Mùa | Mùa | Số tập | Số tập | Phát sóng gốc       | Phát sóng gốc       |
| Mùa | Mùa | Số tập | Số tập | Phát sóng lần đầu   | Phát sóng lần cuối  |
| --- | --- | ------ | ------ | ------------------- | ------------------- |
|     | 1   | 25     | 25     | 19 tháng 8 năm 2017 | 18 tháng 2 năm 2018 |

## Phát sóng
Chương trình được công chiếu vào ngày 19 tháng 8 trên Disney XD tại Mỹ, ngày 28 tháng 8 trên Disney XD tại Ấn Độ và buổi chiếu ra mắt vào ngày 14 tháng 10 trên Disney Channel và Disney XD tại Đông Nam Á.

## Sự Đón Nhận
Amy Ratcliffe của IGN đã cho tập đầu tiên của mùa 7.4 trên 10, viết rằng series đã "tạo nên một sự cân bằng giữa cái đã quen thuộc và cái mới, nhấn mạnh những phẩm chất và các dấu mốc mà thông qua đó Người Nhện được biết đến trong khi bỏ qua những lãnh thổ đã quá quen thuộc như câu chuyện về nguồn gốc của Người Nhện." Cô đã bình luận, Người Nhện của Marvel "có cách tiếp cận đủ khác biệt để làm bộ phim nổi bật hơn các phiên bản hoạt hình khác."

## Đường dẫn ngoài
- Người Nhện trên Internet Movie DatabaseIMDb